# Luigi XI di Francia
Luigi XI, detto il Prudente, in francese Louis XI le Prudent (Bourges, 3 luglio 1423 – Plessis-les-Tours, 30 agosto 1483), è stato re di Francia dal 1461 fino alla sua morte.
Figlio e successore di Carlo VII, sesto re della casata dei Valois, e di Maria d'Angiò, proseguì l'opera paterna riportando l'unità e la stabilità nel paese dopo le devastazioni della guerra dei cent'anni. A lui si deve il rientro tra i domini reali di importanti feudi come i ducati di Borgogna, di Angiò e di Maine, la Piccardia o nuovi importanti feudi come la contea di Provenza.
Luigi si ribellò al padre nel 1440, che lo perdonò in cambio della sottomissione, ma alla fine lo bandì dalla corte per le sue costanti macchinazioni. Fu infatti soprannominato "l'Astuto" (in francese le rusé) e "il ragno universale", sia per la cinica abilità e la costanza a tessere trame che per lo sviluppo del sistema postale e stradale che il suo regno conobbe.
Sposatosi con Carlotta di Savoia contro il volere paterno, dovette rifugiarsi in Borgogna presso Filippo il Buono, uno dei maggiori avversari del padre. Morto Carlo VII, non presiedette alle esequie e prese possesso del reame poche settimane dopo.
Negli anni successivi dovette affrontare la minaccia di Carlo il Temerario, duca di Borgogna, che isolò dagli alleati inglesi con il trattato di Picquigny, mettendo formalmente fine alla guerra dei cent'anni (anche se gli ultimi combattimenti avvennerò più di vent'anni prima), e alla sua morte poté riacquistare numerosi territori al dominio francese.
Risolte le minacce esterne, consolidò il potere reale eliminando i vassalli più riottosi e rinforzò l'economia e l'unità del regno. Morì il 30 agosto 1483 e gli succedette il figlio minore Carlo VIII.
Nel romanzo Notre-Dame de Paris di Victor Hugo, ambientato a Parigi nel 1482, è il sovrano in carica.

## Biografia

### La gioventù

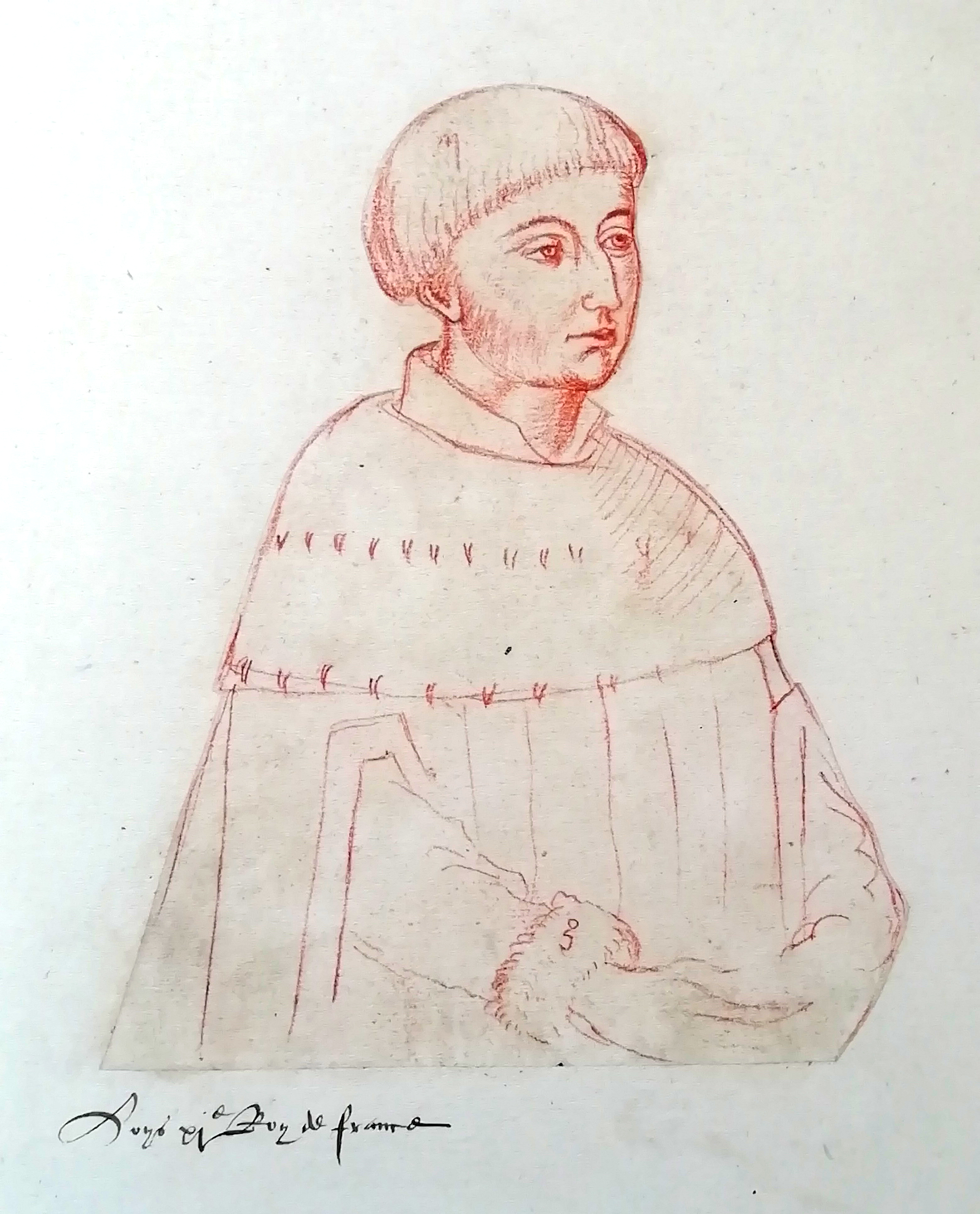
Luigi XI, re di Francia, ritratto in giovane età, all'epoca ancora Delfino di Francia

Durante la sua infanzia fu allevato da Caterina de l'Isle-Bouchard. Il 24 giugno 1436, all'età di 13 anni, sposò l'undicenne Margherita di Scozia (1424-1445), figlia di Giacomo I. Da quel momento Luigi cominciò ad avere un peso politico. Si recò a Lione e Vienne per ricevere il giuramento di fedeltà degli abitanti. Nel febbraio-maggio del 1437, visitò la Linguadoca e condusse senza aiuto la riconquista delle roccaforti inglesi nel Velay. Accompagnato da suo padre, fece un'entrata regale a Parigi, appena conquistata dal conestabile Arturo di Richemont.
Nel maggio del 1439, Carlo VII lo nominò luogotenente generale in Linguadoca. Luigi poté scegliere personalmente i suoi consiglieri e capitani. Nel dicembre dello stesso anno fu trasferito a Poitou, questa volta senza alcun potere decisionale. Nel febbraio del 1440, dopo un incontro con Giovanni II d'Alençon, si unì alla cosiddetta Praguerie, ossia alla rivolta dei grandi signori insoddisfatti, comprendente il conte Giovanni d'Orléans, il maresciallo de La Fayette e ancora Giorgio de la Trémoille. La ribellione del Delfino può essere spiegata nella mancanza di responsabilità in cui lo teneva Carlo VII, che aveva constatato gli effetti disastrosi degli appannaggi sull'unità del regno. La sua opposizione fu presto repressa. Luigi dovette fare atto di sottomissione a Cusset, sotto riserva tuttavia di ottenere il governo del Delfinato e di altre garanzie. Carlo VII gli accordò il Delfinato, ma rigettò il resto.
Nel 1441, Luigi riprese la lotta contro le fazioni inglesi e borgognone. Comandò l'esercito reale nella battaglia di Pontoise (5 giugno-19 settembre). Nel 1443, condusse una campagna contro Giovanni IV d'Armagnac, grande vassallo ribelle. L'anno seguente ricevette l'incarico di portar fuori dal regno le compagnie di soldati rimasti senza soldo, che vivevano depredando. Egli le guidò in Svizzera. Il 26 agosto 1444, riportò la vittoria di Pratteln, quindi si diresse verso Basilea. Quivi si tenne il concilio di Basilea, Ferrara e Firenze. Luigi fu nominato gonfaloniere da Papa Eugenio IV, cioè protettore della Chiesa cattolica. Il Delfino negoziò il trattato di Ensisheim, che portò alla pace il 26 settembre 1444, e fu ricompensato con la nomina a protettore del Contado Venassino il 26 maggio 1445.
Parallelamente, Luigi dedicò le sue entrate più importanti per costituirsi una clientela. Sin dal 1437, in effetti, egli ricevette una rendita reale di 21.000 libbre. Corse il rischio di aggiungervi i sussidi accordati dagli stati che aveva liberato dalle soldataglie. Nonostante ciò, Luigi rimase scontento della sua situazione: era deluso dal fatto di avere ottenuto soltanto il Delfinato in seguito alla Praguerie. Nel 1446, fu accusato di aver ucciso il favorito del re, Pietro II di Brisa. Luigi fu scacciato da corte e si rifugiò nei suoi domini.
Nel 1445, Margherita di Scozia morì. Il 28 dicembre 1446, Maria d'Angiò, madre di Luigi, partorì un secondo figlio, che fu chiamato Carlo. Il 2 febbraio 1451, Luigi, che dopo un ulteriore violento contrasto con il padre si era rifugiato nel ducato di Savoia, sposò Carlotta di Savoia, figlia del duca Ludovico di Savoia, la quale aveva soltanto otto anni. La principessa portò con sé una ricca dote di 200.000 scudi, di cui 12.000 in contanti. Malgrado ciò, Luigi incontrò nel tratto a venire delle difficoltà per incassare tutta la somma. Insieme al matrimonio, Luigi e il duca di Savoia avevano firmato un'alleanza esclusiva. Il matrimonio venne accettato dal padre Carlo VII a seguito del trattato di Cleppé, località presso Feurs, stipulato il 27 ottobre 1452 fra il re di Francia e il duca Ludovico di Savoia, con l'intermediazione del cardinale Guillaume d'Estouteville. Nel contempo però il Delfino approfittò di essere entrato nelle grazie del Papa per immischiarsi nelle elezioni vescovili. I rapporti con suo padre erano intrisi di ambiguità e di intrighi.
Furente, Carlo VII arruolò un esercito per marciare contro il Delfinato e la Savoia. Luigi, nonostante ciò, arrivò a negoziare una tregua. Questo non gl'impedì di orchestrare una campagna di libelli contro suo padre, accusandolo di condotte dissolute. Per prudenza, il Delfino inviò molti ambasciatori presso il re per giustificarsi. Carlo VII non si lasciò incantare e inviò un esercito comandato da Antonio di Chabannes per strappargli il Delfinato. Il 30 agosto 1456, Luigi fuggì nella Franca Contea, poi a Lovanio, in territorio borgognone, dove fu ben accolto. In ottobre, Filippo III di Borgogna gli rese omaggio. Per i successivi cinque anni, il Delfino Luigi visse alla corte di Filippo il Buono, duca di Borgogna, ricevendo il soprannome di "ragno" per la sua deformità e per la capacità di ordire trame contro i suoi nemici, che intrappolava e uccideva senza pietà. 
Durante la sua permanenza alla corte borgognona nacquero i primi figli di Luigi e Carlotta di Savoia: Luigi, nato nell'ottobre 1458 e morto due anni dopo; Gioacchino, nato il 15 luglio 1459 e morto infante il 29 novembre; Luisa, nata e morta nel 1460, infine Anna, che nacque nell'aprile del 1461 e che sposerà Pietro II di Borbone.

### Ascesa al trono di Francia
Caduto malato già l'anno precedente, Carlo VII morì a Mehun-sur-Yèvre il 22 luglio 1461. Luigi ostentò indifferenza e fu assente al momento delle esequie reali nella basilica di Saint-Denis. Si fece incoronare a Reims tre settimane dopo il decesso del padre, prima di essere entrato a Parigi: ciò avvenne il 30 agosto 1461. Filippo il Buono, che fino a quel momento lo aveva protetto e ospitato, fu notato con la sua scorta, compresi degli armati, nella metà del corteo.
Per diverso tempo il nuovo re non risiedette più a Parigi, bensì a Tours (25 settembre), città a lui devota. Divenuto re, il suo principale avversario fu Carlo il Temerario, successore di Filippo di Borgogna. La prima azione di Luigi XI fu di sfruttare la crisi di successione nel regno di Aragona. In effetti, Alfonso il Magnanimo era morto nel 1458. Giovanni II, fratello del defunto, si contendeva il trono con il figlio Carlo di Viana. Quest'ultimo fu ritrovato morto nel settembre del 1461, il che fece scattare una guerra civile tra Giovanni II e le città, in particolare Barcellona. Luigi XI tentò di allearsi con gli Stati della Catalogna. Di fronte al loro cortese rifiuto, egli si rivolse Giovanni II, il quale gli cedette le entrate delle contee di Catalogna e di Cerdagna in cambio del suo aiuto. Luigi XI intervenne parimenti nella questione dinastica savoiarda.
Nel 1464, un mese dopo la nascita di sua figlia Giovanna, apprese che la bambina era claudicante (ella fu d'una bruttezza proverbiale, piccola, deforme, gracile) e decise immediatamente di farla sposare con il suo lontano cugino Luigi d'Orléans, futuro re Luigi XII, figlio del poeta Carlo d'Orléans, con lo scopo evidente che tale unione rimanesse sterile e che si estinguesse quel ramo capetingio rivale: il matrimonio rimase effettivamente sterile, ma Luigi d'Orléans, quando ascese al trono dopo la morte di Carlo VIII, unico figlio sopravvissuto e successore di Luigi XI, ottenne l'annullamento del matrimonio per poter sposare Anna di Bretagna, vedova di Carlo VIII.

### La Lega del bene pubblico
Per limitare il potere della grande e ribelle nobiltà feudale che contrastava la monarchia francese, cercò di favorire la piccola nobiltà e la borghesia. In Francia, nel marzo del 1465, si formò la Lega del bene pubblico. Molto simile alla Praguerie, fu apparentemente capeggiata da Carlo, duca di Berry e fratello minore del Re, che reclamava più potere. L'innesco fu dovuto a un incidente con i borgognoni. Nel 1463, Luigi XI aveva deciso di riacquistare le città della Somme che erano state cedute al ducato di Borgogna. Tale cessione scaturiva dal trattato di Arras del 1435, che così risarciva l'assassinio di Giovanni Senza paura a Montereau, nel 1419.
La notizia del riscatto suscitò una viva ostilità alla corte di Borgogna. Francesco II di Bretagna, riluttante al dominio del re, si alleò con i borgognoni. A costoro si unirono Giovanni II di Borbone e Giovanni V d'Armagnac. Il malcontento non si limitò ai grandi vassalli. La pressione fiscale era aumentata notevolmente dopo la questione della Somme (400.000 scudi). Luigi XI aveva preteso dei prestiti dal clero, costretto le istituzioni religiose a fornirgli un inventario dei loro beni, privato l'università e i corpi degli arcieri e dei balestrieri di Parigi dei loro privilegi. Aveva soppresso inoltre la Prammatica Sanzione di Bourges su richiesta di Papa Pio II.

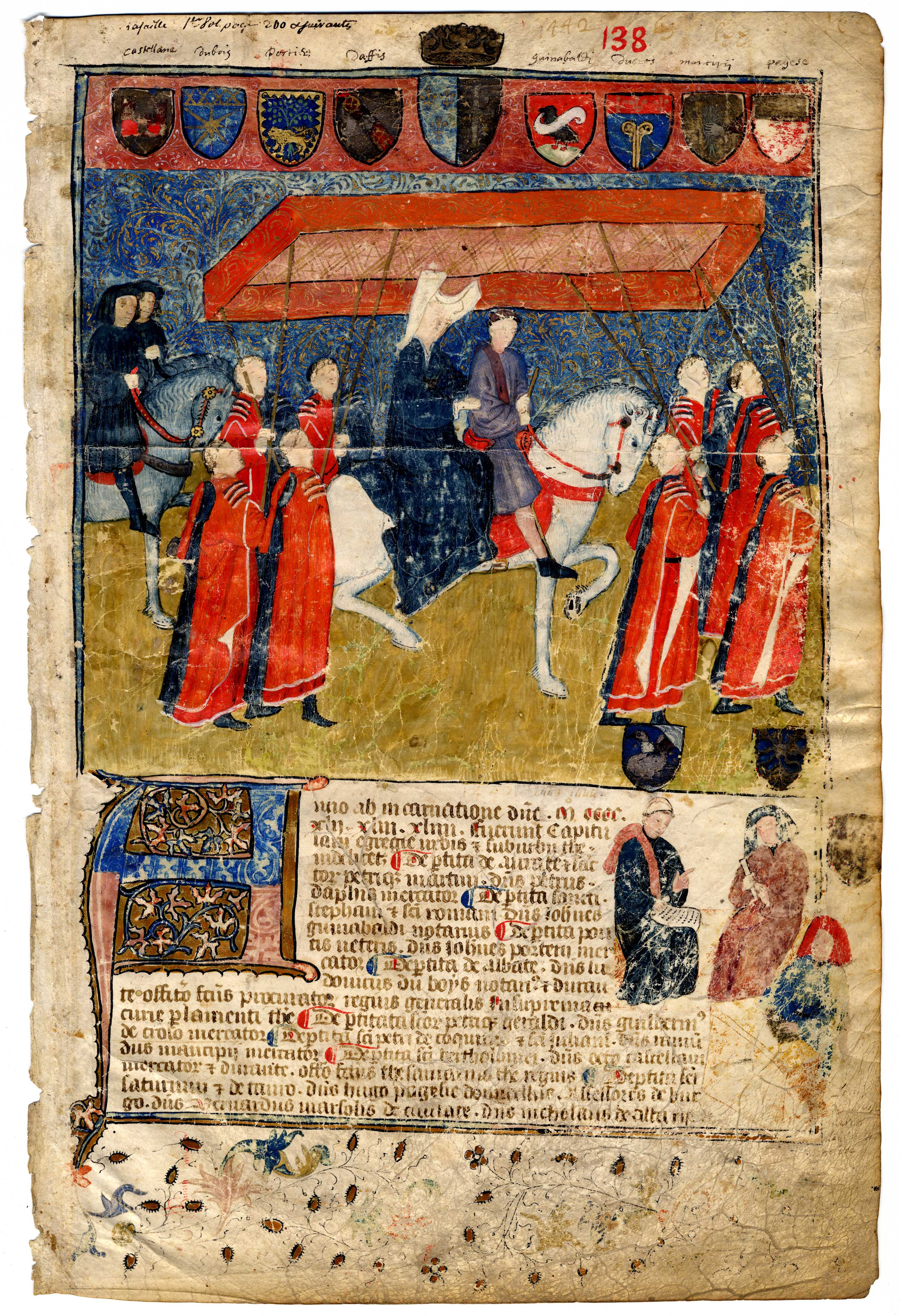
Miniatura raffigurante il Delfino Luigi XI e sua madre a cavallo, verso il 1442-1445

Contro la Lega del bene pubblico, il sovrano condusse personalmente una grande offensiva. Dopo la caduta di Moulins, i borbonesi si sottomisero. Luigi XI fece un voltafaccia a Parigi, minacciò i bretoni e i borgognoni. Diede battaglia a Montlhéry il 16 luglio 1465, in uno scontro confuso e sanguinoso. Si ritirò quindi a Parigi, che fu assediata. Malgrado tutto, il monarca negoziò una pace ove non concedeva nulla per riformare lo Stato e concedeva il governo della Normandia a suo fratello. Questi però non arrivò a prendere in mano le redini del possedimento e dovette ritirarsi. Il 10 settembre 1468, in base al trattato di Ancenis, Carlo e Francesco II firmarono la pace e ruppero con i borgognoni.

### I rapporti con Carlo I di Borgogna

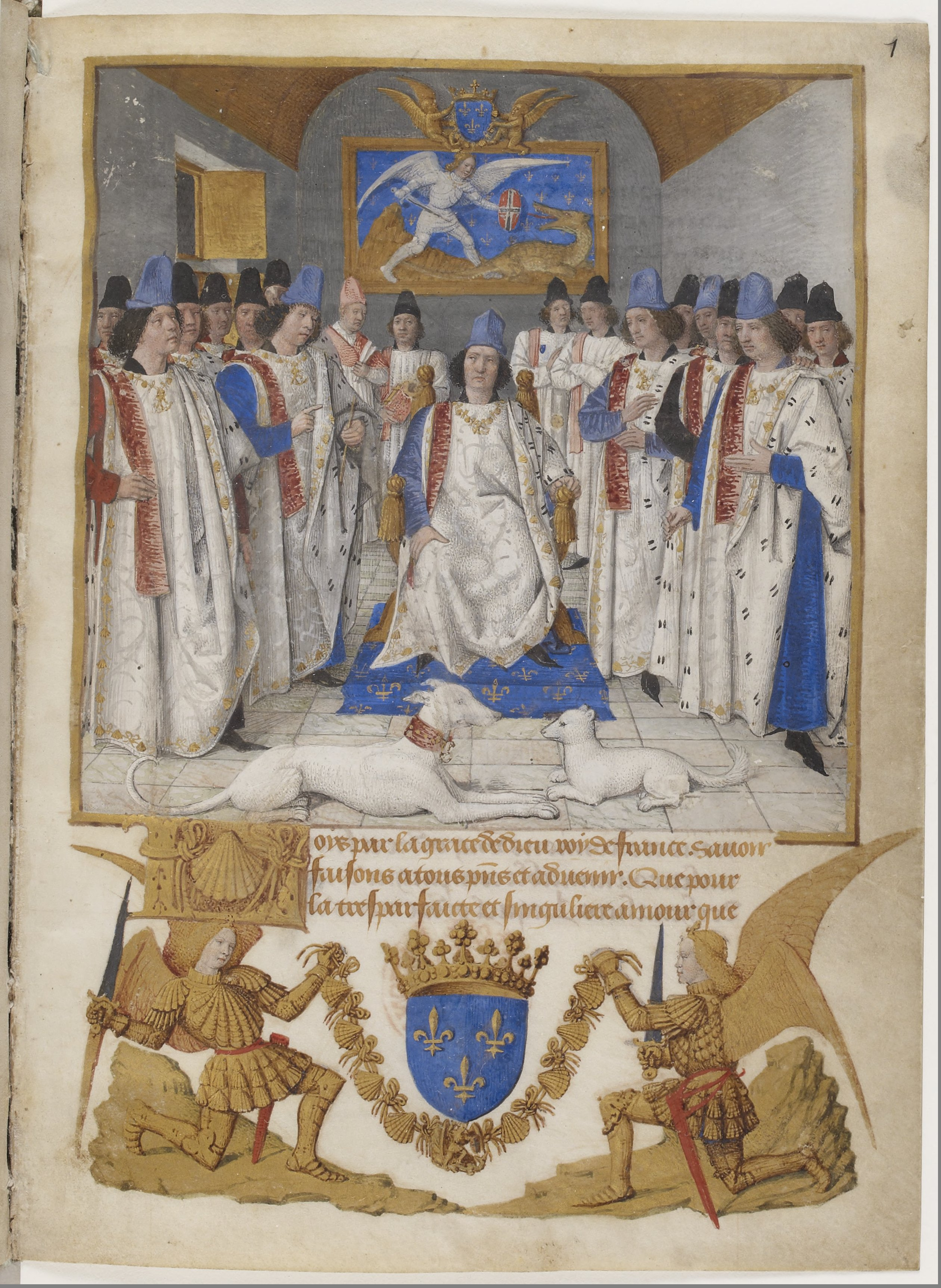
Luigi XI crea l'Ordine di San Michele, 1470.

Carlo il Temerario a sua volta propose al sovrano francese di negoziare e invitò Luigi nel castello di Péronne. Nel corso dei preliminari, Liegi si ribellò al dominio borgognone. Fu evidente che dei commissari reali erano presenti tra i rivoltosi. Carlo I, inviperito, si rivoltò contro Luigi XI. Minacciato in prima persona, il sovrano dovette firmare un trattato svantaggioso, partecipare alla campagna borgognone contro Liegi e vederla bruciare il 30 ottobre 1468. Nel contempo, dovette promettere di donare la Champagne in appannaggio a suo fratello. Appena partito, Luigi XI si rifiutò di ubbidire e concesse a Carlo solo la Guienna, paese da poco pacificato e difficile da governare. Egli fece imprigionare il suo consigliere, il cardinale Jean Balue, nel 1469, e denunciò il trattato nel 1470.

### Il Sacro Romano Impero
Luigi si alleò con il re Edoardo IV d'Inghilterra e decise di ridurre la potenza dei grandi vassalli. Nel 1472, il Temerario invase di nuovo la Piccardia, ma fu fermato a Beauvais da Jeanne Hachette. Nel 1477, quando il duca borgognone morì, Luigi XI tentò di impadronirsi dei suoi possedimenti, ma si scontrò con Massimiliano d'Asburgo, che aveva sposato la figlia del Temerario, Maria di Borgogna. Tra il 1480 e il 1481 egli estese i suoi possedimenti annettendo l'Angiò, il Maine, la Provenza e altre regioni.
Nel 1482, Luigi riuscì a recuperare la Piccardia e la Borgogna, grazie al trattato di Arras. Trascorse la maggior parte del suo regno a consolidare il potere della monarchia servendosi, quando necessario, di ogni strumento che ritenne utile, comprese la corruzione, la diplomazia, l'intrigo, il tradimento e occasionalmente la guerra. Gettò le basi dell'assolutismo monarchico di diritto divino in Francia, e contemporaneamente promosse l'industria e il commercio, incrementando la ricchezza del paese. Alla sua morte, il dominio reale coincideva pressappoco con gli odierni confini francesi. 

### La morte
Ammalatosi gravemente e non avendo risultati positivi dalle numerose cure che gli praticavano i medici di corte, avendo sentito della grande santità e capacità taumaturgiche di un frate calabrese, Francesco da Paola, lo pregò di giungere presso la sua corte. Al rifiuto del Santo, legato saldamente alla sua terra, il re si rivolse a Papa Sisto IV, sapendo che all'ordine del Pontefice il Santo non avrebbe potuto disobbedire. Così avvenne, ma la venuta di Francesco di Paola a Tours non portò a lui la guarigione corporale ma quella spirituale. Chiese al santo di guidare spiritualmente anche il figlio Carlo VIII. Alla sua morte, avvenuta il 30 agosto 1483 a Tours, gli succedette il figlio Carlo VIII di Francia.

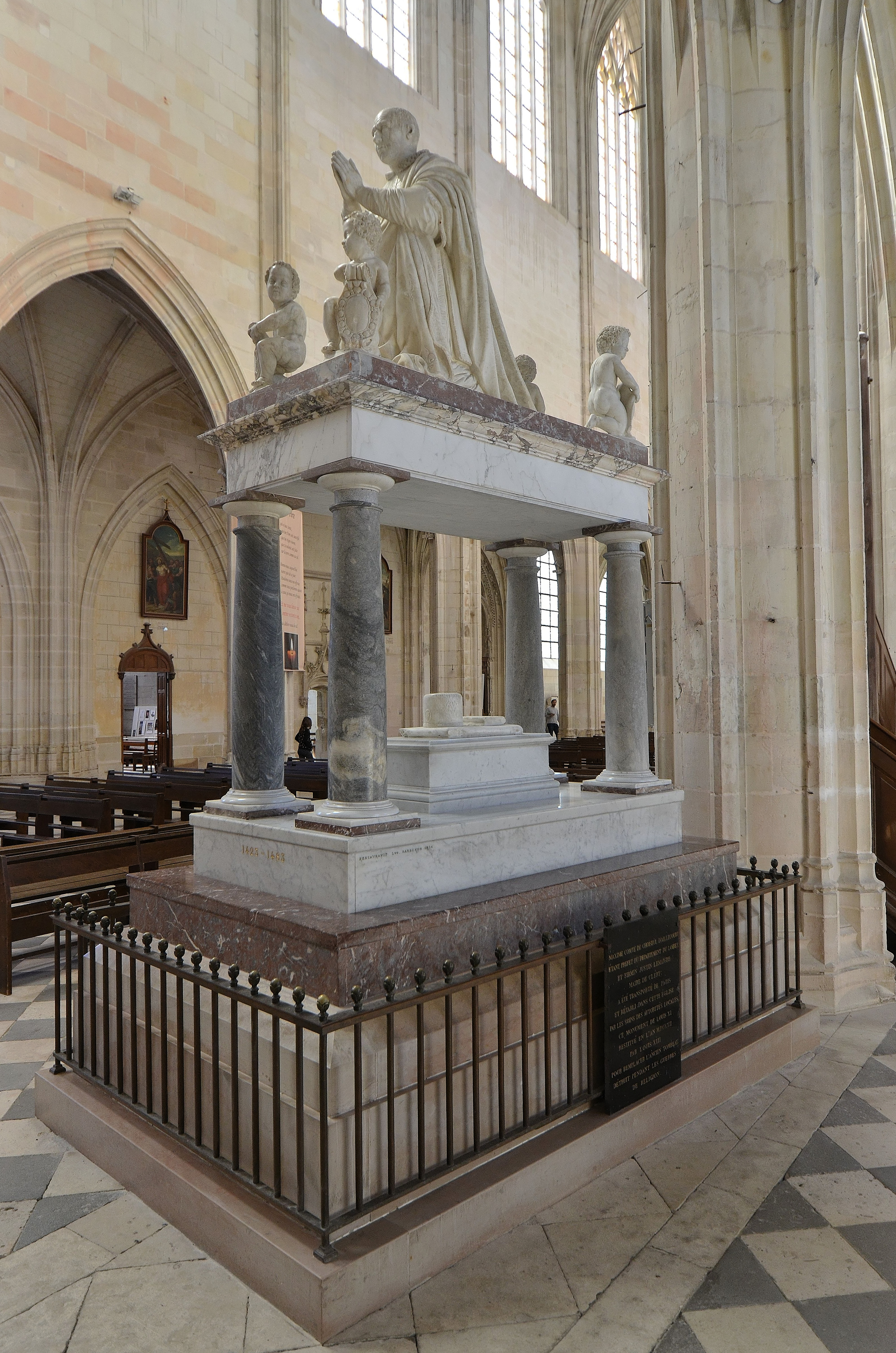
La tomba di Luigi XI nella Basilica Notre-Dame di Cléry

Dal punto di vista storico e nel contesto che parte dal XV secolo, quando «l'avvelenamento diventa una pratica diffusa nelle corti europee», Luigi XI, che «per altro era sospettato di aver utilizzato il veleno contro alcuni rivali (...), alla fine della sua vita mangiava solo uova alla coque» .
Alla sua morte, al contrario della tradizione dei monarchi capetingi, non fu sepolto nella Basilica reale di Saint-Denis accanto ai suoi avi, ma nella Basilica Notre-Dame di Cléry, nella Valle della Loira, la regione preferita del sovrano, dove aveva trascorso gran parte della sua vita.

## Discendenza

### Matrimoni e figli legittimi
Luigi sposò in prime nozze nel 1436 Margherita Stuart, figlia di Giacomo I di Scozia, da cui non ebbe figli.
Rimasto vedovo, sposò il 14 novembre 1451 Carlotta di Savoia, figlia di Ludovico di Savoia, da cui ebbe:
- Luigi (18 ottobre 1458-1460);
- Gioacchino (1459-1459);
- Luisa (1460);
- Anna (1461-1522), moglie di Pietro II di Borbone e reggente per suo fratello Carlo;
- Giovanna (1464-1505), prima moglie poi ripudiata di Luigi XII di Francia;
- Francesco (1466-1466), delfino;
- Carlo (1470-1498), delfino e poi re di Francia con il nome di Carlo VIII;
- Francesco (1472-1473).

### Figli illegittimi
- Guyette de Valois (+1502) (legittimata), figlia della sua amante Félizé Regnard;
- Jeanne de Valois (1447-1519) (legittimata), figlia di Félizé Regnard; sposò nel 1466 Luigi di Borbone, conte di Roussillon, ammiraglio di Francia;
- Marie (1450-1470) (legittimata), figlia della sua amante Marguerite de Sassenage; sposò Aymar de Poitiers;
- Isabeau, da Marguerite de Sassenage, sposa di Louis de Saint-Priest;
- Tre altri figli da diverse amanti.

## Ascendenza
|                      |                 |                                   | Genitori                 |  |  | Nonni |  |  | Bisnonni           |  |  | Trisnonni              |  |
|                      |                 |                                   |                          |  |  |       |  |  | Carlo V di Francia |  |  | Giovanni II di Francia |  |
|                      |                 |                                   |                          |  |  |       |  |  | Carlo V di Francia |  |  | Giovanni II di Francia |  |
|                      |                 | Bona di Lussemburgo               |                          |  |  |       |  |  | Carlo V di Francia |  |  |                        |  |
| Carlo VI di Francia  |                 |                                   |                          |  |  |       |  |  | Carlo V di Francia |  |  |                        |  |
|                      |                 | Giovanna di Borbone               | Pietro I di Borbone      |  |  |       |  |  |                    |  |  |                        |  |
|                      |                 | Giovanna di Borbone               | Pietro I di Borbone      |  |  |       |  |  |                    |  |  |                        |  |
|                      |                 | Giovanna di Borbone               | Isabella di Valois       |  |  |       |  |  |                    |  |  |                        |  |
| Carlo VII di Francia |                 | Giovanna di Borbone               |                          |  |  |       |  |  |                    |  |  |                        |  |
|                      |                 | Stefano III di Baviera-Ingolstadt | Stefano II di Baviera    |  |  |       |  |  |                    |  |  |                        |  |
|                      |                 | Stefano III di Baviera-Ingolstadt | Stefano II di Baviera    |  |  |       |  |  |                    |  |  |                        |  |
|                      |                 | Stefano III di Baviera-Ingolstadt | Isabella di Sicilia      |  |  |       |  |  |                    |  |  |                        |  |
| Isabella di Baviera  |                 | Stefano III di Baviera-Ingolstadt |                          |  |  |       |  |  |                    |  |  |                        |  |
|                      |                 | Taddea Visconti                   | Bernabò Visconti         |  |  |       |  |  |                    |  |  |                        |  |
|                      |                 | Taddea Visconti                   | Bernabò Visconti         |  |  |       |  |  |                    |  |  |                        |  |
|                      |                 | Taddea Visconti                   | Regina della Scala       |  |  |       |  |  |                    |  |  |                        |  |
| Luigi XI di Francia  |                 | Taddea Visconti                   |                          |  |  |       |  |  |                    |  |  |                        |  |
|                      | Luigi I d'Angiò | Giovanni II di Francia            |                          |  |  |       |  |  |                    |  |  |                        |  |
|                      | Luigi I d'Angiò | Giovanni II di Francia            |                          |  |  |       |  |  |                    |  |  |                        |  |
|                      | Luigi I d'Angiò | Bona di Lussemburgo               |                          |  |  |       |  |  |                    |  |  |                        |  |
| Luigi II d'Angiò     | Luigi I d'Angiò |                                   |                          |  |  |       |  |  |                    |  |  |                        |  |
|                      |                 | Maria di Blois-Châtillon          | Carlo di Blois-Châtillon |  |  |       |  |  |                    |  |  |                        |  |
|                      |                 | Maria di Blois-Châtillon          | Carlo di Blois-Châtillon |  |  |       |  |  |                    |  |  |                        |  |
|                      |                 | Maria di Blois-Châtillon          | Giovanna di Penthièvre   |  |  |       |  |  |                    |  |  |                        |  |
| Maria d'Angiò        |                 | Maria di Blois-Châtillon          |                          |  |  |       |  |  |                    |  |  |                        |  |
|                      |                 | Giovanni I d'Aragona              | Pietro IV di Aragona     |  |  |       |  |  |                    |  |  |                        |  |
|                      |                 | Giovanni I d'Aragona              | Pietro IV di Aragona     |  |  |       |  |  |                    |  |  |                        |  |
|                      |                 | Giovanni I d'Aragona              | Eleonora di Sicilia      |  |  |       |  |  |                    |  |  |                        |  |
| Iolanda di Aragona   |                 | Giovanni I d'Aragona              |                          |  |  |       |  |  |                    |  |  |                        |  |
|                      |                 | Iolanda di Bar                    | Roberto I di Bar         |  |  |       |  |  |                    |  |  |                        |  |
|                      |                 | Iolanda di Bar                    | Roberto I di Bar         |  |  |       |  |  |                    |  |  |                        |  |
|                      |                 | Iolanda di Bar                    | Maria di Valois          |  |  |       |  |  |                    |  |  |                        |  |
|                      |                 | Iolanda di Bar                    |                          |  |  |       |  |  |                    |  |  |                        |  |